# Roger Williamson
Roger Williamson (Ashby-de-la-Zouch, Leicestershire, Anglia 1948. február 2. – 1973. július 29. Zandvoorti versenypálya, Hollandia) angol Formula–1-es versenyző. 1973-ban két versenyen indult, nem szerzett pontot, nem ért célba.

## Élete a Formula–1 előtt
Már gyermekkorában érdekelték a versenyautók, többször ült gokartban, és amint betöltötte a tizennegyedik életévét rendszeresen részt vett a gokart bajnokságban. Több győzelmet is szerzett Tizennyolc éves korában elnyerte a legmagasabb kategóriában a bajnoki címet. 1967-ben már a Minik bajnokságában versenyez a tizennyolc versenyből tizennégyet megnyer. Több évig marad ebben a kategóriában, majd 1971-től a Forma-3-ban versenyez. 1971-ben és 72-ben is fölényesen nyeri az angol bajnokságot. 1972-ben a Forma-2-es bajnokságban is indul, egy futamot nyer. Első Formula–1-es tesztlehetőségét 1973 februárjában kapja a BRM-től.

## Rövid Formula–1-es pályafutása és halála
Az eredeti tervek szerint az 1974-es évben végig versenyezhetett volna. A fő támogatója, Tom Wheatcroft kocsijaival, de sikerült szerezni számára egy March 731-est, amivel már bekapcsolódhatott az 1973-as bajnokságba az évad felénél. Az Angol Nagydíjon a 22. helyről indult, de csupán egy kört tett meg, majd belekeveredett egy tömegkarambolba. Nagy erőfeszítések árán sikerült megjavítani az autót a holland nagydíjra, ahol a 18. rajthelyet szerezte meg. A verseny jól indult számára egészen a 13. helyig jött fel a rajt után és több körön keresztül állta David Purley támadásait. A nyolcadik körben egy egyenesben az autó felfüggesztése eltört, a kocsi fejre állt és a kifolyó üzemanyag lángra kapott. A csúszó autó végül egy korlát mellett állt meg felborulva első kerekeivel a pálya felé fordulva. 
A balesetet hátulról aránylag közelről látó David Purley a pálya másik oldalán mintegy száz méterre megállt,  megvárta míg a többiek elhaladtak és átrohant a pályán Williamson égő autójához. Williamson még életben volt és nem voltak komoly sérülései, folyamatosan segítségért kiáltozott, és látva a pályabírók tehetetlenségét folyamatosan kérlelte Purleyt, hogy segítsen rajta. Azonban Purleynak egyedül nem sikerült talpra állítani az autót, és a tűz eloltása (lévén, csak egy poroltójuk volt) sem sikerült. Az egyik pályabíró ugyan megpróbált segíteni a kocsi visszafordításában, de így sem jártak sikerrel, később a tűz terjedése miatt már csak Purley tudott a közelben maradni. Tűzálló felszerelés nélkül a pályabírók éppoly tehetetlenek voltak, mint az egyre idegesebb és kétségbeesett versenyzőtárs, aki nem bírt az autó súlyával. Purleyt végül elvezették a helyszínről. 
Megközelítőleg nyolc percig tartott, mire egy öreg tűzoltóautó körbeért a pályán és eloltotta a tüzet, addigra Williamson már halott volt. A versenyt nem állították le, Williamsont és a kocsiját letakarták, a roncs benne a már élettelen testtel a verseny végéig ott maradt. A versenyző halálának legvalószínűbb oka a füstmérgezés, de boncolást nem végeztek rajta, így elképzelhető, hogy az égési sérülésekbe halt bele. Egyes teóriák szerint már az ütközés után halott volt, és Purley csak képzelődött, amikor azt állította, hogy hallotta segítségért kiáltozni a pilótát. Ezt valószínűtlenné teszi, hogy Purleyt nagyon megviselte az eset és (saját állítása szerint) még a baleset után évekkel is kísértette éjszakánként az autójában rekedt pilóta kiáltozása.

## Teljes Formula–1-es eredménysorozata
(Táblázat értelmezése)

(Félkövér: pole-pozícióból indult; dőlt: leggyorsabb kört futott) 

| Év   | Csapat                | 1   | 2   | 3   | 4   | 5   | 6   | 7   | 8   | 9      | 10     | 11  | 12  | 13  | 14  | 15  | Helyezés | Pont |
| ---- | --------------------- | --- | --- | --- | --- | --- | --- | --- | --- | ------ | ------ | --- | --- | --- | --- | --- | -------- | ---- |
| 1973 | STP March Racing Team | ARG | BRA | RSA | ESP | BEL | MON | SWE | FRA | GBR Ki | NED Ki | GER | AUT | ITA | CAN | USA | -        | 0    |